# Воля-Бартатівська
Воля-Бартатівська — село в Україні, у Городоцькій міській об'єднаній територіальній громаді Львівського району Львівської області. Населення становить 96 осіб. Орган місцевого самоврядування — Городоцька міська рада.

## Населення

### Мова
Розподіл населення за рідною мовою за даними перепису 2001 року:
| Мова       | Кількість | Відсоток |
| ---------- | --------- | -------- |
| українська | 96        | 100%     |